# Arouca (futebolista)
Marcos Arouca da Silva (Duas Barras, 11 de agosto de 1986) é um ex-futebolista brasileiro que atuava como volante.

## Clubes
Arouca iniciou a sua carreira jogando nas categorias de base do Fluminense, quando tinha onze anos, onde permaneceu até aos dezessete. Conquistou vários títulos e acabou sendo convocado diversas vezes para as Seleções Brasileiras de base. Foi efetivado na equipe principal em 2003, onde permaneceu até 2008, onde fez um trabalho considerado bom.
Foi lançado no time principal pelo técnico Abel Braga e tornou-se revelação da equipe. Foi campeão do Campeonato Carioca de 2005 onde jogou como titular. No Campeonato Brasileiro do mesmo ano, onde o Fluminense alcançou a quinta posição, Arouca concorreu ao Prêmio Craque do Brasileirão na categoria "Volante", ficando com a terceira posição.
Em 2007 foi campeão da Copa do Brasil com o Fluminense, e o clube carioca ainda em quarto lugar no Campeonato Brasileiro. No ano seguinte, fez parte da campanha tricolor que alcançou o vice-campeonato da Libertadores, após a derrota para a LDU nos pênaltis.
Em setembro de 2008, completou 200 partidas com a camisa do Fluminense.
Em 2009, acertou sua transferência para o São Paulo, ficando assim no banco de reservas, mas mesmo assim disputou mais uma Copa Libertadores. Como no time paulista o jogador estava descontente na reserva, os dirigentes do São Paulo aceitaram realizar um empréstimo para o Santos por um ano, em uma troca com Rodrigo Souto.

### Santos

#### 2010
Em 2010, foi campeão paulista pelo Santos. O jogador caiu nas graças da torcida quando, no jogo da final contra o Santo André, Arouca salvou um gol em cima da linha. Naquele momento da partida o Santos tinha dois jogadores a menos e perdia por 3 a 2. Ao final do campeonato, ele foi eleito pela FPF o melhor volante da Competição. Posteriormente, viria a ser importante na conquista da Copa do Brasil pelo Peixe.
Em julho teve seu passe comprado em definitivo, assinando com o time da Vila Belmiro até agosto de 2014. O Peixe pagou R$ 8 milhões ao São Paulo e a empresa que detinha 50% dos direitos sobre o jogador. Agora, o Alvinegro passou a ter direito a 90% dos recursos que serão adquiridos numa futura negociação. Os outros 10% são do próprio jogador.
Mais tarde naquele ano, ficou em segundo lugar na categoria volante no Prêmio Craque do Brasileirão.

#### 2011

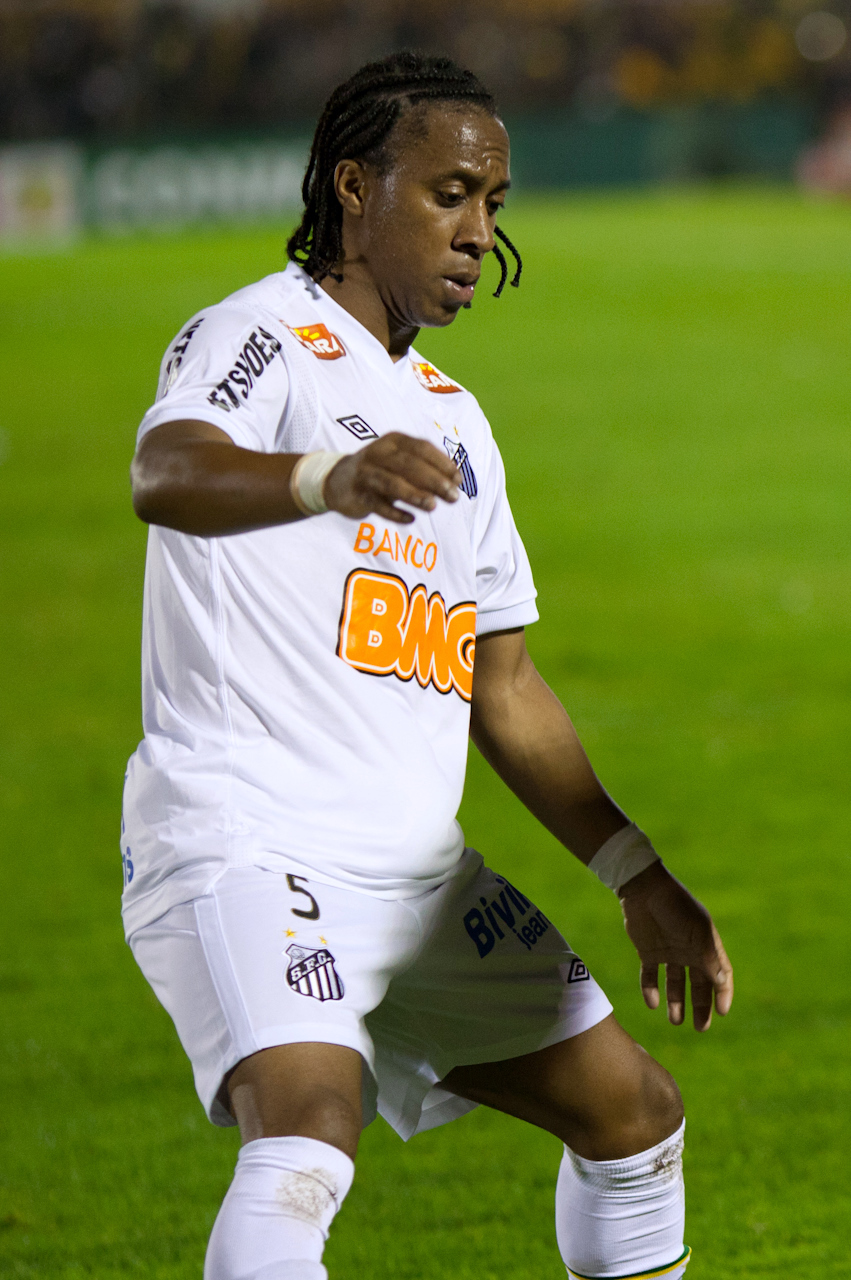
Em 2011, durante a final da Copa Libertadores.

No início de 2011, Arouca ficou fora do time por vários jogos devido a contusões musculares. Retornou ao time titular em uma das partidas mais decisivas do ano, contra o Cerro Porteño no Paraguai, jogo em que o Santos precisava da vitória para seguir com chances de classificação para a fase de mata-mata na Taça Libertadores da América. O jogo terminou 2 a 1 para o Peixe, com grande atuação da equipe.
Mesmo sendo um dos jogadores mais decisivos do Santos, Arouca nunca havia marcado um gol pela equipe. Seu primeiro gol com a camisa do Peixe, aconteceu logo na final do Paulistão contra o Corinthians. O Santos ganhou o jogo por 2 a 1 sagrando-se bicampeão paulista 2010-11. Este gol teve um detalhe curioso, Arouca relatou ter tido um sonho em que marcaria seu primeiro gol como jogador do Santos justo nessa final, o que de fato ocorreu. Além do gol ainda teve bela atuação, jogando bola até na trave.
Meses depois, foi campeão da Copa Libertadores da América de 2011, depois do Santos derrotar o Peñarol do Uruguai, no Estádio do Pacaembu, por 2 a 1, dando uma assistência para o gol de Neymar na partida final.
Com grandes atuações em partidas decisivas, em pouco tempo Arouca tornou-se unanimidade entre os torcedores do Santos. Em uma pesquisa feita pela empresa de consultoria e marketing Sport+Mark, Arouca apareceu entre os jogadores em atividade mais queridos pelos torcedores santistas, superando ídolos como Elano e Léo.

#### 2012
Na temporada em que comemora o seu centenário, a equipe do Santos iniciou o Paulistão sob pressão por bons resultados, pois o time vinha de uma derrota marcante contra o Barcelona na final do Mundial de Clubes. O grupo soube corresponder em campo, conseguindo conquistar o Paulistão e tendo como principais destaques Neymar, Ganso e o próprio Arouca, que fez seu segundo gol com a camisa alvinegra em partida contra o Guarani. Tais atuações renderam ao jogador diversos elogios, aumentando a pressão sobre o treinador da Seleção Brasileira, Mano Menezes, para a convocação do volante.
Em entrevista ao Globo Esporte, Arouca disse estar passando a melhor fase de sua carreira, tendo como principal objetivo estar na Copa do Mundo de 2014.
Ao final da temporada, Arouca fez um balanço positivo de 2012, dizendo que, além das conquistas coletivas do tricampeonato paulista, há muito inédito, e da Recopa Sul-Americana com o clube, ter também chegado à Seleção Brasileira "foi um sonho realizado e [que quer] continuar no grupo."

### Palmeiras

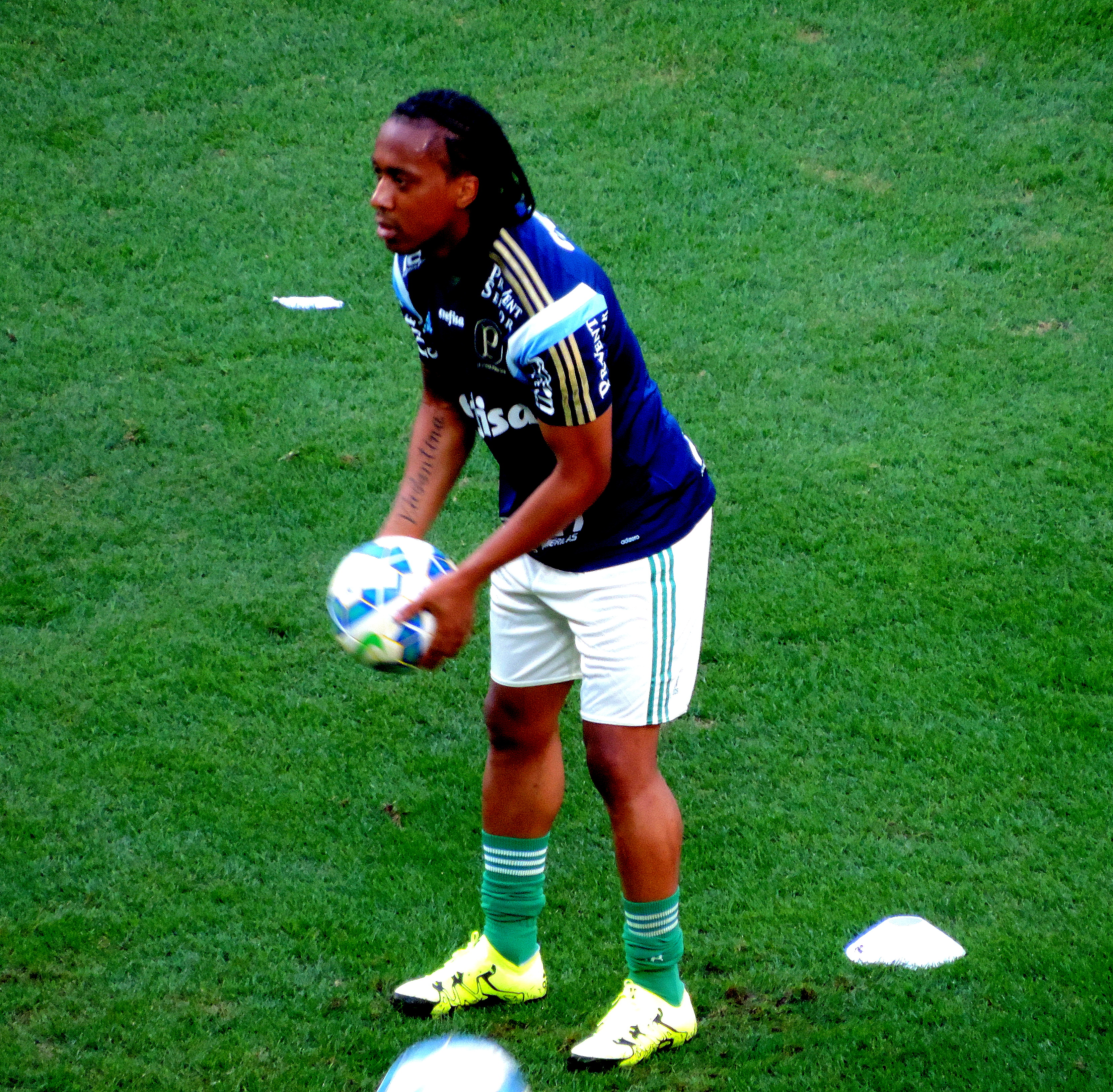
Arouca com o Palmeiras em 2015

Em janeiro de 2015, Arouca entrou com uma ação judicial contra o Santos por conta de salários e direitos de imagem  atrasados. Após sua ação ser negada pela justiça duas vezes, Arouca entrou em acordo com o Santos  para rescindir seu contrato assim o santos ficou com 40% de seus direitos,ja o palmeiras ficou com ,60%. Em 30 de janeiro de 2015, assinou com o Palmeiras por quatro temporadas.
Após ser vice-campeão paulista pelo Palmeiras, Arouca foi eleito o pela FPF um dos melhores volantes da competição, sendo também incluso na seleção do campeonato.
Se sagrou campeão da Copa do Brasil de 2015, vencendo na final o seu ex-time, o Santos, por 2 A 1 (dois gols de Dudu). O Palmeiras venceu nos pênaltis por 4 a 3, com grande atuação de Fernando Prass.
Em 2016, mesmo com poucas partidas jogadas por conta de uma lesão, sagrou-se eneacampeão brasileiro com o Palmeiras.

### Atlético Mineiro
Em 14 de dezembro de 2017, foi anunciado como novo jogador do Atlético Mineiro, assinando por empréstimo de uma temporada. Foi liberado pelo clube em julho de 2018, tendo disputado apenas 12 partidas.

### Vitória
No dia 11 de julho de 2018, o Vitória confirmou sua contratação por empréstimo até o fim do ano.

### Figueirense
Foi anunciado como reforço do Figueirense no dia 12 de janeiro de 2020.

## Seleção Brasileira
Um dos grandes momentos da carreira do jogador veio no dia 23 de agosto de 2012, quando Arouca foi convocado pela primeira vez para servir a categoria principal da Seleção Brasileira.
Na reestreia do técnico Felipão, em fevereiro de 2013, contra a Inglaterra, no Estádio de Wembley, Arouca entrou no segundo tempo e errou um passe em um recuo; o atacante Wayne Rooney se antecipou e tocou para Frank Lampard, que, num golaço, mandou para o fundo da rede.
Na convocação seguinte da Amarelinha, para os amistosos diante de italianos e russos, em março de 2013, Arouca acabou de fora da lista. Ao volante, na dúvida de ter sido preterido por causa de sua falha no jogo anterior ou não: “Claro que queria estar na convocação, mas não vou abaixar a cabeça por causa disso (não ter sido lembrado). Pelo contrário, já que isso serve de motivação para mim. É algo que me faz continuar trabalhando forte e me dedicando, para ter novas oportunidades no futuro”. A forte motivação, por sua vez, vem do fato de Arouca ter sido presença constante nas últimas listas de Mano Menezes antes de deixar o cargo e na estreia de Luiz Felipe Scolari na Seleção.

## Estatísticas
Até 2 de fevereiro de 2020.

### Clubes
| Clube             | Temporada         | Campeonato nacional | Campeonato nacional | Campeonato nacional | Copa nacional[a] | Copa nacional[a] | Copa nacional[a] | Competições continentais[b] | Competições continentais[b] | Competições continentais[b] | Outros torneios[c] | Outros torneios[c] | Outros torneios[c] | Total | Total | Total   |
| Clube             | Temporada         | Jogos               | Gols                | Assist.             | Jogos            | Gols             | Assist.          | Jogos                       | Gols                        | Assist.                     | Jogos              | Gols               | Assist.            | Jogos | Gols  | Assist. |
| ----------------- | ----------------- | ------------------- | ------------------- | ------------------- | ---------------- | ---------------- | ---------------- | --------------------------- | --------------------------- | --------------------------- | ------------------ | ------------------ | ------------------ | ----- | ----- | ------- |
| Fluminense        | 2004              | 10                  | 0                   | 0                   | –                | –                | –                | –                           | –                           | –                           | –                  | –                  | –                  | 10    | 0     | 0       |
| Fluminense        | 2005              | 34                  | 3                   | 0                   | 12               | 0                | 0                | –                           | –                           | –                           | –                  | –                  | –                  | 46    | 3     | 0       |
| Fluminense        | 2006              | 19                  | 0                   | 1                   | 4                | 0                | 0                | –                           | –                           | –                           | –                  | –                  | –                  | 23    | 0     | 1       |
| Fluminense        | 2007              | 30                  | 4                   | 6                   | 7                | 0                | 2                | –                           | –                           | –                           | –                  | –                  | –                  | 37    | 4     | 8       |
| Fluminense        | 2008              | 29                  | 1                   | 0                   | –                | –                | –                | 13                          | 0                           | 0                           | 12                 | 0                  | 0                  | 54    | 1     | 0       |
| Fluminense        | Total             | 122                 | 8                   | 7                   | 23               | 0                | 2                | 13                          | 0                           | 0                           | 12                 | 0                  | 0                  | 170   | 8     | 9       |
| São Paulo         | 2009              | 21                  | 0                   | 1                   | –                | –                | –                | 3                           | 1                           | 0                           | 17                 | 0                  | 2                  | 41    | 1     | 3       |
| São Paulo         | Total             | 21                  | 0                   | 1                   | 0                | 0                | 0                | 3                           | 1                           | 0                           | 17                 | 0                  | 2                  | 41    | 1     | 3       |
| Santos            | 2010              | 28                  | 0                   | 2                   | 9                | 0                | 1                | 2                           | 0                           | 0                           | 15                 | 0                  | 2                  | 54    | 0     | 5       |
| Santos            | 2011              | 26                  | 0                   | 2                   | –                | –                | –                | 10                          | 0                           | 2                           | 7                  | 1                  | 0                  | 43    | 1     | 4       |
| Santos            | 2012              | 31                  | 0                   | 1                   | –                | –                | –                | 14                          | 0                           | 0                           | 17                 | 1                  | 0                  | 62    | 1     | 1       |
| Santos            | 2013              | 26                  | 0                   | 3                   | 4                | 0                | 0                | –                           | –                           | –                           | 18                 | 0                  | 2                  | 48    | 0     | 5       |
| Santos            | 2014              | 32                  | 1                   | 2                   | 8                | 1                | 0                | 1                           | 0                           | 0                           | 17                 | 2                  | 3                  | 57    | 4     | 5       |
| Santos            | Total             | 143                 | 1                   | 10                  | 20               | 1                | 1                | 27                          | 0                           | 2                           | 74                 | 4                  | 7                  | 264   | 6     | 20      |
| Palmeiras         | 2015              | 22                  | 0                   | 1                   | 7                | 0                | 0                | 0                           | 0                           | 0                           | 11                 | 0                  | 0                  | 40    | 0     | 1       |
| Palmeiras         | 2016              | 2                   | 0                   | 0                   | 1                | 0                | 0                | 3                           | 0                           | 0                           | 12                 | 0                  | 0                  | 18    | 0     | 0       |
| Palmeiras         | 2017              | 1                   | 0                   | 0                   | 0                | 0                | 0                | 0                           | 0                           | 0                           | 0                  | 0                  | 0                  | 1     | 0     | 0       |
| Palmeiras         | Total             | 25                  | 0                   | 1                   | 8                | 0                | 0                | 3                           | 0                           | 0                           | 23                 | 0                  | 0                  | 59    | 0     | 1       |
| Atlético Mineiro  | 2018              | 0                   | 0                   | 0                   | 5                | 0                | 0                | 0                           | 0                           | 0                           | 7                  | 0                  | 0                  | 12    | 0     | 0       |
| Atlético Mineiro  | Total             | 0                   | 0                   | 0                   | 5                | 0                | 0                | 0                           | 0                           | 0                           | 7                  | 0                  | 0                  | 12    | 0     | 0       |
| Vitória           | 2018              | 11                  | 0                   | 0                   | 0                | 0                | 0                | –                           | –                           | –                           | –                  | –                  | –                  | 11    | 0     | 0       |
| Vitória           | Total             | 11                  | 0                   | 0                   | 0                | 0                | 0                | 0                           | 0                           | 0                           | 0                  | 0                  | 0                  | 11    | 0     | 0       |
| Figueirense       | 2020              | 0                   | 0                   | 0                   | 0                | 0                | 0                | –                           | –                           | –                           | 3                  | 0                  | 0                  | 3     | 0     | 0       |
| Figueirense       | Total             | 0                   | 0                   | 0                   | 0                | 0                | 0                | –                           | –                           | –                           | 3                  | 0                  | 0                  | 3     | 0     | 0       |
| Total na carreira | Total na carreira | 322                 | 9                   | 19                  | 56               | 1                | 3                | 46                          | 1                           | 2                           | 135                | 4                  | 9                  | 559   | 15    | 33      |

- a. ^ Jogos da Copa do Brasil
- b. ^ Jogos da Copa Libertadores e Copa Sul-Americana e Recopa Sul-Americana
- c. ^ Jogos do Campeonato Paulista e Copa do Mundo de Clubes da FIFA

### Seleção Brasileira
Expanda a caixa de informações para conferir todos os jogos deste jogador, pela sua seleção nacional.
|   | Data                   | Local                                         | Resultado | Adversário    | Gol(s) | Competição                         |
| - | ---------------------- | --------------------------------------------- | --------- | ------------- | ------ | ---------------------------------- |
| 1 | 7 de setembro 2012     | Estádio do Morumbi, São Paulo, Brasil         | 1–0       | África do Sul | 0      | Amistoso                           |
| 2 | 10 de setembro de 2012 | Estádio do Arruda, Recife, Brasil             | 8–0       | China         | 0      | Amistoso                           |
| 3 | 21 de novembro de 2012 | Estádio La Bombonera, Buenos Aires, Argentina | 1–2       | Argentina     | 0      | Superclássico das Américas de 2012 |
| 4 | 6 de fevereiro de 2013 | Estádio de Wembley, Londres, Inglaterra       | 1–2       | Inglaterra    | 0      | Amistoso                           |

## Títulos
Fluminense
- Taça Rio: 2005
- Campeonato Carioca: 2005
- Copa do Brasil: 2007

Santos
- Campeonato Paulista: 2010[62],  2011, 2012
- Copa do Brasil: 2010[63]
- Copa Libertadores da América: 2011 [64]
- Recopa Sul-Americana: 2012

Palmeiras
- Copa do Brasil: 2015
- Campeonato Brasileiro: 2016

Seleção Brasileira
- Campeonato Mundial Sub-17: 2003
- Superclássico das Américas: 2012

### Prêmios individuais
- Melhor volante do Campeonato Paulista - Série A1: 2014
- Seleção do Campeonato Paulista - Série A1: 2010[11], 2014, 2015[65].